# Преллвитц, Эдит
Эдит Преллвитц (англ. Edith Prellwitz, полное имя Edith Mitchill Prellwitz; 1865—1944) — американская художница.

## Биография
Родилась в 1865 году в Саут-Ориндж, штат Нью-Джерси, и была дочерью состоятельного бизнесмена.
Начиная с 1883 года, изучала искусство в Лиге студентов-художников Нью-Йорка, где её учителями были Джордж Браш и Уильям Чейз. В 1887 году поступила на курс рисования, где писала обнажённую модель, что было в то время привилегией мужчин-художников.
В 1889 году Эдит Преллвитц была одним из основателей Женского художественного клуба в Нью-Йорке. В том же году она отправилась в Париж и продолжила своё образование в Академии Жюльена в течение полутора лет; среди ее учителей были Вильям Бугро и Гюстав Куртуа. Выставлялась на Парижском салоне.

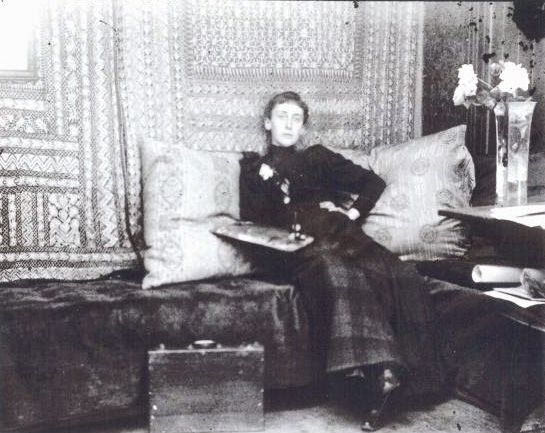
Эдит Преллвитц в своей студии в Нью-Йорке

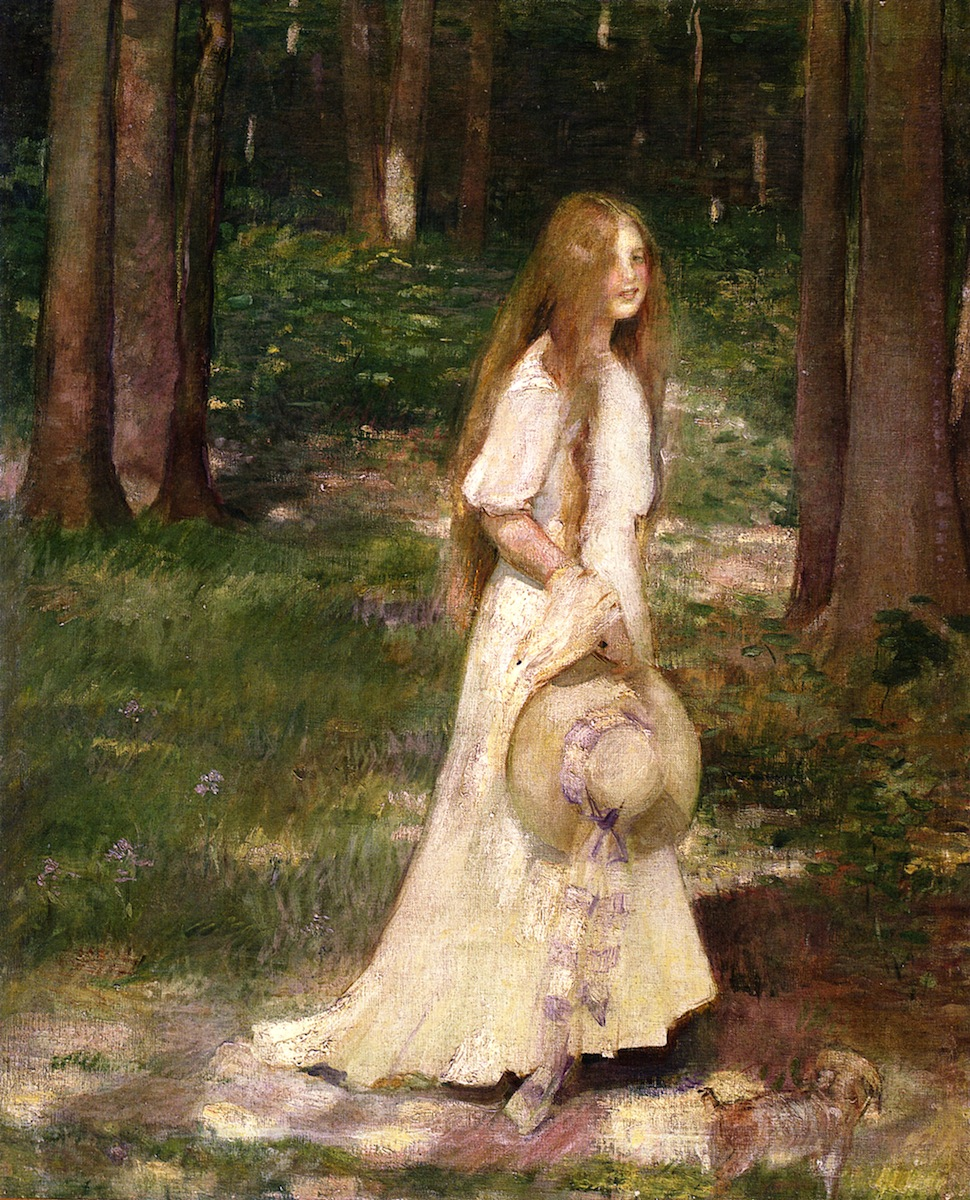
Картина Early Morning Stroll, 1900 год

По возвращении в Соединенные Штаты она открыла собственную студию в здании Holbein Studios на West 55th Street в Манхэттене. В 1894 году Эдит вышла замуж за художника Генри Преллвитца, у которого была студия по соседству. Они совместно занимались живописью и продвигали свои работы. В их семье родился сын Эдвин (Edwin Mitchill Prellwitz).
C 1899 года Эдит и Генри начали проводить время на северном берегу бухты Peconic Bay на Лонг-Айленде, где вместе со своими друзьями-художниками Ирвингом Уайлзом и Эдвардом Беллом (Edward August Bell) основали художественную колонию Peconic Artist Colony. Супруги переехали туда навсегда в 1914 году. Здесь они писали картины на пленэре, также работали в смежных студиях в High House и в своём доме.
Эдит Преллвитц писала виды бухты и пейзажи, а также натюрморты и домашние интерьеры. Стиль её работ варьировался от импрессионизма и тонализма до романтического академизма. Она выставлялась в основном в восточной части Соединенных Штатов, участвовала в Панамериканской выставке в Буффало в 1901 году, где была удостоена медали. Некоторые её работы были созданы на литературные или мифические сюжеты, за которые она тоже получила призы. В 1894 году Национальная академия дизайна присудила ей премию Julius Hallgarten Prize за картину «Агарь» («Hagar»). В следующем году она выиграла премию этой же академии Norman W. Dodge Prize имени за свою работу «Tannhäuser Legend». Спустя много лет, в 1929 году, она снова получила премию академии дизайна Julia A. Shaw Memorial Prize за картину «The Convalescent». Работы Эдит Преллвитц находятся в собраниях ряда музеев, включая Метрополитен-музей и Художественный музей Пэрриша.
Умерла в 1944 году. Была похоронена на семейном участке кладбища Cutchogue Cemetery в местечке Cutchogue округа Саффолк штат Нью-Йорк.
Художники Генри и Эдит Преллвитц были несколько забыты после их смерти, но о них снова заговорили спустя сорок лет.